# Matarani (Bolivien)
Matarani ist eine Ortschaft im Departamento Cochabamba im südamerikanischen Anden-Staat Bolivien.

## Lage im Nahraum
Matarani ist zentraler Ort des Kanton Matarani im Municipio Sacabamba in der Provinz Esteban Arce. Die Ortschaft liegt auf einer Höhe von 3134 m am linken Ufer des Río Challaque.

## Geographie
Matarani liegt zwischen den Gebirgsketten der Cordillera Oriental und der Cordillera Central. Das Klima ist geprägt durch ein typisches Tageszeitenklima, bei dem die Temperaturschwankungen zwischen Tag und Nacht größer sind als zwischen den Jahreszeiten.
Die Jahresdurchschnittstemperatur der Region liegt bei etwa 12 °C (siehe Klimadiagramm Sacabamba), wobei die Monatsdurchschnittswerte zwischen 8,5 °C im Juni/Juli und 14 °C im November/Dezember schwanken. Der Jahresniederschlag liegt bei 500 mm, mit einer ausgeprägten Trockenzeit von April bis Oktober mit Monatswerten unter 20 mm, und einer kurzen Feuchtezeit von Januar bis Februar mit monatlich 100 bis 125 mm.

## Verkehrsnetz
Matarani liegt in einer Entfernung von 74 Straßenkilometern südöstlich von Cochabamba, der Hauptstadt des gleichnamigen Departamentos.
Von Cochabamba führt die asphaltierte Nationalstraße Ruta 7 in südöstlicher Richtung 33 Kilometer bis Tolata, von dort eine unbefestigte Landstraße über zwölf Kilometer weiter nach Süden über Cliza nach Toco. Von dort führt die Straße weitere 32 Kilometer nach Südosten bis Matarani  und weiter über Sacabamba nach Vila Vila und Mizque.

## Bevölkerung
Die Einwohnerzahl der Ortschaft ist in den vergangenen beiden Jahrzehnten auf das Vierfache angewachsen:
| Jahr | Einwohner | Quelle       |
| ---- | --------- | ------------ |
| 1992 | 90        | Volkszählung |
| 2001 | 442       | Volkszählung |
| 2012 | 379       | Volkszählung |
| 2024 |           | Volkszählung |

Die Region weist einen hohen Anteil an Quechua-Bevölkerung auf, im Municipio Sacabamba sprechen 98,7 Prozent der Bevölkerung die Quechua-Sprache.